# Michel Duchaussoy
Michel Duchaussoy (Valenciennes, 29 de noviembre de 1938 – París, 13 de marzo de 2012) fue un actor teatral, cinematográfico y televisivo de nacionalidad francesa, miembro honorario de la Comédie-Française.

## Biografía
Nacido en Valenciennes, Francia, cursó estudios de letras en Lille, formándose posteriormente en el Conservatorio nacional superior de arte dramático, en París.
Ingresó en la Comédie-Française en 1964, siendo miembro de la misma en 1967, siendo nombrado miembro honorario tras su salida de la compañía en 1984. Su repertorio era muy abierto, y sus actuaciones, con una gran simplicidad de medios, conseguían sin esfuerzo dar a sus personajes una intérioridad poética y un halo de misterio, según escribía Patrick de Rosbo.
Michel Duchaussoy interpretó con talento tanto el papel titular de El idiota, de Fiódor Dostoyevski, como el papel cómico de un personaje de teatro de bulevar, el papel de Camille Chandebise en La Puce à l'oreille, o el teatro de vodevil de Georges Feydeau. Sobresalió interpretando a Shakespeare, a Jean Giraudoux y a Eugène Labiche. Entre sus papeles teatrales más destacados pueden mencionarse el de Clarence en Ricardo III y el de Dorante en Le Menteur.
Como actor cinematográfico se hizo famoso por su trabajo en Jeu de massacre, de Alain Jessua. Tras su inauguración, también prestó su voz al espectáculo cinéscénie del parque Le Puy du Fou. A lo largo de su trayectoria actuó en varias películas dirigidas por Claude Chabrol (Que la bête meure, La Femme infidèle), trabajando igualmente bajo la dirección de Bertrand Tavernier, Louis Malle o Patrice Leconte. Su última actuación en la gran pantalla llegó en Astérix y Obélix al servicio de su majestad, interpretando a Abraracurcix, film estrenado en 2012.
Para la televisión, en 1977, hizo uno de los papeles principales de la serie Un juge, un flic, de Henri Viard. Entre septiembre de 1982 y principios de 1983, presentó con Clotaire Rapaille el concurso dominical Qui êtes-vous ?, emitido por TF1, donde se sometían a tests psicológicos a invitados como Serge Lama, Sheila o Nana Mouskouri. Más adelante actuó en Palace (1988), Les Cœurs brûlés (1992), L'Allée du Roi (1996), Les Misérables (2000), Femmes de loi (2002), Zodiaque (2004) y Ainsi soient-ils (2012), entre otras producciones.
Duchaussoy fue miembro del comité de padrinazgo de la asociación Coordinación para la educación en la no violencia y la paz.
En mayo de 1970, Michel Duchaussoy se casó con Isabelle de Funès, sobrina de Louis de Funès, de la que se divorció en octubre de 1971. Fue padre de la actriz Julia Duchaussoy, fruto de su matrimonio con Corinne Le Poulain.
Michel Duchaussoy falleció a causa de un paro cardiaco en París, Francia, en 2012.

## Galardones
- El 19 de julio de 2011, Frédéric Mitterrand le otorgó las insignias de oficial de la Orden de la Legión de Honor.[5]
- Premios César de 1991 : al César al mejor actor secundario por Milou en mai
- Premio Molière de 1993 : Nominado al Molière al mejor actor de reparto por Pigmalión
- Premio Molière de 1996 : Nominado al Molière al mejor actor por Le Refuge
- Premio Molière de 2003 : Premio Molière al mejor actor de reparto por Fedra

## Teatro

### Carrera en la Comédie-Française
- Ingreso en la Comédie-Française el 1 de septiembre de 1964
- Miembro desde el 1 de enero de 1967
- Miembro honorario con fecha 1 de septiembre de 1984

Actor
- 1963 : Un fil à la patte, de Georges Feydeau, escenografía de Jacques Charon
- 1964 : Un fil à la patte, de Georges Feydeau, escenografía de Jacques Charon
- 1964 : Le Carrosse du Saint-Sacrement, de Prosper Mérimée, escenografía de Jean Marchat
- 1965 : El sueño de una noche de verano, de Shakespeare, escenografía de Jacques Fabbri
- 1965 : Un fil à la patte, de Georges Feydeau, escenografía de Jacques Charon
- 1966 : Un fil à la patte, de Georges Feydeau, escenografía de Jacques Charon
- 1966 : Le Mariage forcé, de Molière, escenografía de Jacques Charon
- 1966 : Le Mariage de Kretchinsky, de Alexandre Soukhovo-Kobyline, escenografía de Nikolay Akimov
- 1967 : Le Menteur, de Pierre Corneille, escenografía de Jacques Charon
- 1967 : Ojo por ojo, cuerno por cuerno, de Georges Feydeau
- 1967 : Cyrano de Bergerac, de Edmond Rostand, escenografía de Jacques Charon
- 1967 : El médico a palos, de Molière, escenografía de Jean-Paul Roussillon
- 1968 : Le Joueur, de Jean-François Regnard, escenografía de Jean Piat
- 1968 : Anfitrión, de Molière, escenografía de Jean Meyer
- 1968 : Ruy Blas, de Victor Hugo, escenografía de Raymond Rouleau
- 1969 : Edipo rey, de Sófocles, escenografía de Maurice Guillaud, Festival de Bellac
- 1969 : Les Italiens à Paris, de Charles Charras y André Gille a partir de Évariste Gherardi, escenografía de Jean Le Poulain
- 1971 : L'Impromptu de Versailles, de Molière, escenografía de Pierre Dux
- 1971 : Tartufo, de Molière, escenografía de Jacques Charon
- 1971 : Les Sincères, de Pierre de Marivaux, escenografía de Jean-Laurent Cochet
- 1971 : Las mujeres sabias, de Molière, escenografía de Jean Piat
- 1972 : Eux ou La Prise du pouvoir, de Eduardo Manet, escenografía de Tony Wilems, Teatro del Odéon
- 1972 : Ricardo III, de William Shakespeare, escenografía de Terry Hands, Festival de Aviñón
- 1972 : La Station Champbaudet, de Eugène Labiche y Marc-Michel, escenografía de Jean-Laurent Cochet
- 1972 : El burgués gentilhombre, de Molière, escenografía de Jean-Louis Barrault,
- 1972 : La Troupe du Roy, escenografía de Paul-Émile Deiber
- 1973 : L'Impromptu de Versailles, de Molière, escenografía de Pierre Dux
- 1973 : Ricardo III, de William Shakespeare, escenografía de Terry Hands
- 1973 : Un fil à la patte, de Georges Feydeau, escenografía de Jacques Charon
- 1973 : Anfitrión, de Molière, escenografía de Jean Meyer
- 1973 : La escuela de las mujeres, de Molière, escenografía de Jean-Paul Roussillon
- 1973 : Les Caprices de Marianne, de Alfred de Musset, escenografía de Jean-Laurent Cochet
- 1974 : Ondina, de Jean Giraudoux, escenografía de Raymond Rouleau
- 1974 : L'Impromptu de Marigny, de Jean Poiret, escenografía de Jacques Charon
- 1974 : Monsieur Teste, de Paul Valéry, escenografía de Pierre Franck, Teatro del Odéon
- 1974 : El burgués gentilhombre, de Molière, escenografía de Jean-Louis Barrault
- 1975 : El idiota, de Gabriel Arout a partir de Fiódor Dostoyevski, escenografía de Michel Vitold, Théâtre Marigny
- 1975 : Le Plus Heureux des trois, de Eugène Labiche y Edmond Gondinet, escenografía de Jacques Charon, Théâtre Marigny
- 1975 : Monsieur Teste, de Paul Valéry, escenografía de Pierre Franck, Teatro del Odéon
- 1976 : Herr Puntila und sein Knecht Matti, de Bertolt Brecht, escenografía de Guy Rétoré
- 1976 : Volpone, de Jules Romains y Stefan Zweig a partir de Ben Jonson, escenografía de Jean Meyer, Théâtre antique de Fourvière
- 1976 : Cyrano de Bergerac, de Edmond Rostand, escenografía de Jean-Paul Roussillon
- 1976 : Le Roi se meurt, de Eugène Ionesco, escenografía de Jorge Lavelli, Teatro del Odéon
- 1977 : La Paix chez soi, de Georges Courteline, escenografía de Alain Pralon
- 1977 : En plein cœur (soirée littéraire) À qui la faute, de Victor Hugo
- 1979 : Ruy Blas, de Victor Hugo, escenografía de Jacques Destoop
- 1979 : L'Oeuf, de Félicien Marceau
- 1980 : Le Roi se meurt, de Eugène Ionesco, escenografía de Jorge Lavelli, Teatro del Odéon
- 1980 : Simul et singulis, escenografía de Simon Eine
- 1980 : Simul et singulis, escenografía de Alain Pralon
- 1980 : Simul et singulis, escenografía de Jacques Destoop
- 1981 : La Dame de chez Maxim, de Georges Feydeau, escenografía de Jean-Paul Roussillon
- 1982 : Le Voyage de monsieur Perrichon, de Eugène Labiche y Édouard Martin, escenografía de Jean Le Poulain
- 1982 : Marie Tudor, de Victor Hugo, escenografía de Jean-Luc Boutté
- 1982 : La vida es sueño, de Pedro Calderon de la Barca, escenografía de Jean-Luc Boutté
- 1987 : Reigen, de Arthur Schnitzler, escenografía de Alfredo Arias, Teatro del Odéon
- 2007 : La Fin du commencement, de Sean O'Casey, escenografía de Célie Pauthe,

Director
- 1967 : La Commère, de Marivaux
- 1970 : Il ne faut jurer de rien, de Alfred de Musset

### Fuera de la Comédie-Française
- 1976 : Volpone, de Jules Romains y Stefan Zweig a partir de Ben Jonson, escenografía de Jean Meyer, Théâtre antique de Fourvière
- 1979 : La Puce à l'oreille, de Georges Feydeau, escenografía de Jean-Laurent Cochet, Théâtre Marigny
- 1982 : L'Invitation au château, de Jean Anouilh, escenografía de André Thorent, Carpentras
- 1982 : Patate, de Marcel Achard, escenografía de Pierre Mondy
- 1983 : Ojo por ojo, cuerno por cuerno, de Georges Feydeau, escenografía de Jean Meyer, Théâtre des Célestins
- 1984 : Gigi, de Colette, escenografía de Jean Meyer, Théâtre des Célestins
- 1984 : Traición, de Harold Pinter, escenografía de Sami Frey, Théâtre des Célestins
- 1988 : Une visite inopportune, de Copi, escenografía de Jorge Lavelli, Théâtre national de la Colline, Nouveau théâtre d'Angers
- 1989 : Crimen y castigo, a partir de Fiódor Dostoyevski, escenografía de Paul-Émile Deiber, Théâtre de Boulogne-Billancourt
- 1990 : Ponce Pilate, a partir de Roger Caillois, escenografía de Arnaud Bedouët, Teatro de Niza
- 1992 : Marcel et la belle excentrique, de Marcel Jouhandeau, escenografía de Roland Petit, Théâtre Montparnasse
- 1993 : Pigmalión, de George Bernard Shaw, escenografía de Bernard Murat, Théâtre Hébertot
- 1993 : Silence en coulisses !, de Michael Frayn, escenografía de Jean-Luc Moreau, Théâtre du Palais-Royal
- 1996 : Le Refuge, de James Saunders, escenografía de Stéphan Meldegg, Théâtre La Bruyère
- 1997 : Molly S., de Brian Friel, escenografía de Jorge Lavelli, Théâtre national de la Colline
- 1997 : La tempestad, de William Shakespeare, escenografía de Jean-Luc Revol, La Criée
- 1997 : Seis personajes en busca de autor, de Luigi Pirandello, escenografía de Jorge Lavelli, Teatro Nacional Popular
- 1998: Surtout ne coupez pas, a partir de Sorry, wrong number, de Lucille Fletcher, escenografía de Robert Hossein, Théâtre Marigny
- 1998 : Seis personajes en busca de autor, de Luigi Pirandello, escenografía de Jorge Lavelli, Théâtre de l'Eldorado
- 1998 : Los endemoniados, a partir de Fiódor Dostoyevski, escenografía de Roger Planchon, Teatro Nacional de la Opéra-Comique, Teatro Nacional Popular
- 1998 : La Dame de chez Maxim, de Georges Feydeau, escenografía de Roger Planchon, Teatro Nacional de la Opéra-Comique, Teatro Nacional Popular
- 2000 :  Glengarry Glen Ross, de David Mamet, escenografía de Marcel Maréchal, Théâtre du Rond-Point
- 2002 :  La Part du lion, de Wladimir Yordanoff, escenografía de Jacques Rosner, Festival NAVA Abadía de Saint-Hilaire
- 2003 :  Fedra, de Jean Racine, escenografía de  Patrice Chéreau, Teatro del Odéon
- 2004 : Un baiser, un vrai, de Chris Chibnall, escenografía de Stephan Meldegg, Théâtre de l'Œuvre
- 2010 : David & Edward, de Lionel Goldstein, escenografía de Marcel Bluwal, Théâtre de l'Œuvre

## Filmografía

### Cine
- 1961 : Vie privée, de Louis Malle
- 1961 : Horace 62, de André Versini
- 1962 : El día más largo, de Ken Annakin
- 1965 : Les Deux parts, de Edouard Berne
- 1967 : Jeu de massacre, de Alain Jessua
- 1967 : La Louve solitaire, de Édouard Logereau
- 1968 : Bye bye, Barbara, de Michel Deville
- 1968 : La Main, de Henri Glaeser
- 1969 : Que la bête meure, de Claude Chabrol
- 1969 : La Femme infidèle, de Claude Chabrol
- 1970 : Aussi loin que l'amour, de Frédéric Rossif
- 1970 : Juste avant la nuit, de Claude Chabrol
- 1970 : La Rupture, de Claude Chabrol
- 1970 : Ils, de Jean-Daniel Simon
- 1971 : Les Stances à Sophie, de Moshé Mizrahi
- 1971 : L'Homme au cerveau greffé, de Jacques Doniol-Valcroze
- 1972 : Le Complot, de René Gainville
- 1973 : Nada, de Claude Chabrol
- 1973 : Traitement de choc, de Alain Jessua
- 1974 : D'Artagnan l'intrépide, de John Halas y Franco Cristofani
- 1974 : La Jeune Fille assassinée, de Roger Vadim
- 1974 : Le Retour du grand blond, de Yves Robert
- 1974 : Lejonet och jungfrun, de Lars-Magnus Lindgren
- 1975 : Lo importante es amar, de Andrzej Żuławski
- 1975 : Femmes femmes, de Paul Vecchiali
- 1976 : Armaguedon, de Alain Jessua
- 1977 : L'Homme pressé, de Édouard Molinaro
- 1977 : Un oursin dans la poche, de Pascal Thomas
- 1978 : Je te tiens, tu me tiens par la barbichette, de Jean Yanne
- 1979 : La Ville des silences, de Jean Marbœuf
- 1982 : Un matin rouge, de Jean-Jacques Aublanc
- 1983 : Surprise Party, de Roger Vadim
- 1984 : Fort Saganne, de Alain Corneau
- 1984 : Partenaires, de Claude d'Anna
- 1986 : Le Môme, de Alain Corneau
- 1988 : Bernadette, de Jean Delannoy
- 1989 : Les Bois noirs, de Jacques Deray
- 1989 : La vida y nada más, de Bertrand Tavernier
- 1989 : Historia de una revolución, de Robert Enrico
- 1990 : Voir l'éléphant, de Jean Marbœuf
- 1990 : Milou en mai, de Louis Malle
- 1990 : Équipe de nuit, de Claude d'Anna
- 1991 : L'Amour coté en bourse, de Charlotte Brandström
- 1993 : Pas d'amour sans amour, de Évelyne Dress
- 1994 : Cache cash, de Claude Pinoteau
- 1998 : Disparus, de Gilles Bourdos
- 1999 : Fait d'hiver, de Robert Enrico
- 2000 : La viuda de Saint-Pierre, de Patrice Leconte
- 2000 : T'aime, de Patrick Sébastien
- 2000 : Lise et André, de Denis Dercourt
- 2001 : Les Portes de la gloire, de Christian Merret-Palmair
- 2002 : Amen., de Costa-Gavras
- 2002 : La Mentale, de Manuel Boursinhac
- 2003 : Bienvenue chez les Rozes, de Francis Palluau
- 2003 : Tristan, de Philippe Harel
- 2003 : Dédales, de René Manzor
- 2004 : Confidencias muy íntimas, de Patrice Leconte
- 2004 : Le Cadeau d'Elena, de Frédéric Graziani
- 2004 : La dama de honor, de Claude Chabrol
- 2005 : Le plus beau jour de ma vie, de Julie Lipinski
- 2005 : La boîte noire, de Richard Berry
- 2006 : Poltergay, de Éric Lavaine
- 2006 : Arthur y los Minimoys, de Luc Besson
- 2007 : Les Deux Mondes, de Daniel Cohen
- 2008 : L'Instinct de mort, de Jean-François Richet
- 2008 : L'Ennemi public n° 1, de Jean-François Richet
- 2009 : Tricheuse, de Jean-François Davy
- 2009 : Le Petit Nicolas, de Laurent Tirard
- 2009 : Mères et filles, de Julie Lopes-Curval
- 2009 : La Loi de Murphy, de Christophe Campos
- 2009 : Persécution, de Patrice Chéreau
- 2009 : Arthur and the Revenge of Maltazard, de Luc Besson
- 2010 : L'Autre Dumas, de Safy Nebbou
- 2010 : Imogène McCarthery, de Alexandre Charlot y Franck Magnier
- 2010 : L'Âge de raison, de Yann Samuell
- 2010 : La llave de Sarah, de Gilles Paquet-Brenner
- 2010 : Arthur 3: The War of the Two Worlds, de Luc Besson
- 2012 : Astérix y Obélix al servicio de su majestad, de Laurent Tirard

### Cortometrajes
- 1974 : La Bonne Nouvelle, de André Weinfeld
- 1994 : 3000 scénarios contre un virus : L'Appel d'un ami, de Jean Marbœuf
- 2002 : La Voix de mon fils, de Alexandre Brasseur
- 2006 : Lune de Miel, de François Breniaux
- 2008 : La Volière, de Philippe Landoulsi
- 2009 : Coup de jeune, de Samuel Tudela
- 2009 : Le Lit près de la fenêtre, de Michaël Barocas

### Televisión
- 1964 : Le Théâtre de la jeunesse: David Copperfield, de Marcel Cravenne
- 1965 : Le Théâtre de la jeunesse: Sans-souci ou Le Chef-d'œuvre de Vaucanson, de Albert Husson, dirección de Jean-Pierre Decourt
- 1968 : Au théâtre ce soir: Ojo por ojo, cuerno por cuerno, de Georges Feydeau, escenografía de Jean Meyer, dirección de Pierre Sabbagh, Théâtre Marigny
- 1968 : Cinq jours d'automne, de Pierre Badel
- 1970 : Au théâtre ce soir: Un fil à la patte, de Georges Feydeau, escenografía de Jacques Charon, dirección de Pierre Sabbagh, Théâtre Marigny
- 1971 : Au théâtre ce soir: Sur mon beau navire, de Jean Sarment, escenografía de Jean-Laurent Cochet, dirección de Pierre Sabbagh, Théâtre Marigny
- 1971 : Le Malade imaginaire, dirección de Claude Santelli
- 1971 : L'Heure éblouissante, de Jeannette Hubert
- 1972 : Les Évasions célèbres : Latude ou L'entêtement de vivre, de Jean-Pierre Decourt
- 1972 : Électre, dirección de Pierre Dux
- 1972 : La Station Champbaudet, de Eugène Labiche y Marc-Michel, dirección de Georges Folgoas
- 1973 : La Maîtresse, de Jules Renard, dirección de François Gir
- 1973 : Au théâtre ce soir' : Pétrus, de Marcel Achard, escenografía de Jean Le Poulain, dirección de Georges Folgoas, Théâtre Marigny
- 1974 : Nouvelles de Henry James: Le Banc de la désolation, de Claude Chabrol
- 1974 : Histoires insolites Nul n'est parfait, de Claude Chabrol
- 1975 : Ondine, dirección de Raymond Rouleau
- 1975 : Altitude 10.000
- 1975 : Le Médecin malgré lui, de Lazare Iglesis
- 1977 : Le Misanthrope ou l'Atrabilaire amoureux, dirección de Jean-Paul Carrère
- 1977 : Un juge, un flic, de Henri Viard
- 1979 : Othello, de Yves-André Hubert
- 1979 : Au théâtre ce soir: Un jour j'ai rencontré la vérité, de Félicien Marceau, escenografía de Raymond Gérôme, dirección de Pierre Sabbagh, Théâtre Marigny
- 1980 : La faute, de André Cayatte
- 1981 : Au théâtre ce soir: Monsieur Masure, de Claude Magnier, escenografía de René Clermont, dirección de Pierre Sabbagh, Théâtre Marigny
- 1981 : La Double Vie de Théophraste Longuet, de Yannick Andréi
- 1982 : Au théâtre ce soir: Jean de la Lune, de Marcel Achard, escenografía de Robert Manuel, dirección de Pierre Sabbagh, Théâtre Marigny
- 1982 : Emmenez-moi au théâtre: Patate, de Marcel Achard, escenografía de Pierre Mondy, dirección de Yves-André Hubert
- 1988 : Les Cinq Dernières Minutes, Le fantôme de la Villette, de Roger Pigaut
- 1989 : La Révolution française, de Robert Enrico: Bailly
- 1990 : L'Homme au double visage, de Claude Guillemot
- 1991 : La Femme des autres, de Jean Marbœuf
- 1991 : Les Cahiers bleus, de Serge Leroy
- 1992 : Les Cœurs brûlés, de Jean Sagols
- 1992 : Las aventuras del joven Indiana Jones, de Simon Wincer
- 1992 : Un été glacé, de Bernard Giraudeau
- 1994 : Dernier Banco, de Claude de Givray
- 1994 : Saint-Exupéry : La dernière mission, de Robert Enrico
- 1994 : Les Yeux d'Hélène, de Jean Sagols
- 1996 : Les Faux Médicaments : Pilules mortelles, de Alain-Michel Blanc
- 1996 : L'Allée du Roi, de Nina Companéez
- 1996 : Le Dernier Chant, de Claude Goretta
- 2000 : Les Misérables, de Josée Dayan
- 2000 : L'Héritière, de Bernard Rapp
- 2002 : La Deuxième Vérité, de Philippe Monnier
- 2002 : Le Gave, de Christian Bonnet
- 2002 : Femmes de loi, episodio Une occasion en or, de Denis Amar
- 2002 : La Chanson du maçon, de Nina Companeez
- 2003 : Le Compagnon, de Pierre Lary
- 2004 : Zodiaque, de Claude-Michel Rome
- 2004 : Eaux troubles, de Luc Béraud
- 2005 : 1905, de Henri Helman
- 2005 : Le Voyageur de la Toussaint, de Philippe Laïk
- 2005 : Inséparables, de Élisabeth Rappeneau
- 2007 : La Légende des trois clefs, de Patrick Dewolf
- 2008 : Le Silence de l'épervier, de Dominique Ladoge
- 2009 : Braquo (temporada 1), de Olivier Marchal y Frédéric Schoendoerffer
- 2010 : Famille décomposée, de Claude d'Anna
- 2010 : Contes et nouvelles du XIXe siècle: Le Fauteuil hanté, de Claude Chabrol
- 2011 : Les Robins des pauvres, de Frédéric Tellier
- 2012 : L'Affaire Gordji : Histoire d'une cohabitation, de Guillaume Nicloux
- 2012 : Ainsi soient-ils, de Rodolphe Tissot

### Audiolibros
- Le chat ne sachant pas chasser, John Yeoman, Gallimard, París, 1984
- Le Poney rouge, de John Steinbeck, Gallimard, París, 1985
- Fables de La Fontaine, de Jean de La Fontaine : L'âne et le chien, L'âne chargé d'éponges et l'âne chargé de sel, Le lièvre et la tortue, Radio France, 1995
- Pensées, de Blaise Pascal, Frémeaux & associés, Vincennes,  2005